# Medičejski akvadukt, Pitigliano
Medičejski akvadukt je hidrotehnična konstrukcija zasnovana za oskrbo z vodo v vasi Pitigliano, v deželi Toskana, v Italiji.

## Zgodovinsko ozadje
Gradbena dela na infrastrukturi so se začela v 16. stoletju po zasnovi Antonia da Sangalla mlajšega. Takrat so se Orsini odločili, da bodo izboljšali oskrbo z vodo tako v svojem prebivališču kot v celotnem mestu.
Gradnjo je precej zapletla težavnost ozemlja, to je zelo strmo pobočje med naseljenim območjem Pitiglianoja in dolino spodaj, ki jo prečkajo trije potoki. Dela so trajala dolga leta, toliko, da še ni bilo končano na začetku 17. stoletja, ko je mesto prešlo iz rok Orsinijev v roke Medičejcev, ki so ga vključili na ozemlje Velikega vojvodstva Toskana.
Ravno v 17. stoletju so Medičejci prevzeli dela in jih uspeli dokončati, kar nam še danes omogoča, da dojamemo njegovo velikost in veličastnost. Akvadukt je bil dokončan leta 1639.
V 18. stoletju je rodbina Lorraine izvajala obnovitvena dela, ki so se končala z realizacijo naslednjih majhnih lokov.

## Stanje danes
Akvadukt je videti kot impozantno delo, ki oblikuje jugovzhodni del zgodovinskega središča Pitigliana. Voda, zbrana iz bližnjih rek Lente, Meleta in Prochio, je bila speljana v mesto.
Vidni del akvadukta izgleda kot niz arkadnih lokov, od katerih sta dva širša in ločena z zelo visokim stebrom, ki se spušča v dolino pod jugovzhodnim delom vasi, nad katerim je majhna odprtina niše z okroglim lokom. Za trinajst zaporednih lokov je značilna precej manjša širina in višina kot prva dva. Podporni stebri se oddaljujejo od stene iz tufa, ki je bila skoraj zagotovo sestavni del srednjeveškega obzidja; guba loči podlago stebrov od spodnje pečine.
Akvadukt, v celoti narejen iz tufa, se v celoti sklada tako z geološkim kontekstom območja kot z drugo arhitekturo prejšnje dobe.